# Dumarao
Dumarao (Bayan ng Dumarao) är en kommun i Filippinerna. Kommunen ligger på ön Panay, och tillhör provinsen Capiz. Folkmängden uppgår till 40 303 invånare.
Dumarao är indelat i 33 barangayer.